# 肠膜碘泡虫
肠膜碘泡虫（学名：Myxobolus mesentricus）为碘泡科碘泡虫属的动物。分布于美国、俄罗斯、印度以及湖北、湖南、四川等，营寄生生活，寄生在鳃（鲢、麦穗鱼）、肾（鲢、华鲮、鲩）、肠（鲢）、鳔（华鲮、乌鳢）、肠系膜（鲩）。